# Estadio Lozapenco
El Estadio Lozapenco, también conocido como Estadio de Penco y Estadio Fanaloza, fue un recinto deportivo ubicado en Penco, provincia de Concepción, región del Biobío, Chile. Los equipos que ejercieron como local en el recinto fueron Coquimbo CRAV y Lozapenco.

## Historia
En 1910, el club Coquimbo CRAV, afincado en Penco, fue fundado como Coquimbo F.C. y ejercía de local en el recinto. Su posterior denominación como Coquimbo CRAV habría sido en alusión a la Compañía de Refinería de Azúcar de Viña del Mar (CRAV), asociada a la refinería de Penco, y para diferenciarse de un club amateur de la región de Coquimbo, que había observado uno de sus dirigentes.
Uno de sus máximos referentes históricos, fue su guardameta Humberto Aedo Fernández, quien con sólo 15 años se abrió paso en un camarín lleno de experiencia. A punta de buenas actuaciones logró consolidarse, ganándose la confianza de su saga a tal punto, que los propios centrales (veteranos al lado del novel portero), le encargaron ser la única voz para ordenar la última línea defensiva. Esto lo convirtió en un líder dentro de la cancha, aunque terminando el partido volvía la timidez propia de un joven retraído y enfocado en ser el mejor. La jineta de capitán fue sólo cosa de tiempo. Un liderazgo que llevó a Coquimbo Crav y a sus hinchas, a lograr campeonatos regionales, torneos de verano, cuadrangulares amistosos en el norte de Chile (muy habituales en la época), torneos en el extranjero, dejando el nombre de Coquimbo Crav de Penco en lo más alto del deporte regional por esos años.
Aunque Coquimbo CRAV se había coronado campeón de la Asociación de Fútbol de Concepción en 1939, y del Campeonato Regional de Fútbol en 1963, concitó el interés del medio en general en 1964 al recibir en un encuentro amistoso a Universidad Católica. El estadio de Penco se llenó de espectadores atraídos por este encuentro frente a un equipo de Primera División, que trajo entre sus filas a Néstor Isella, una de las figuras del torneo de la División de Honor. El triunfo fue para Católica por 3:1, con goles de Armando Tobar, el mencionado Isella y Juan Herrera. Aunque existen registros fotográficos que dan cuenta de la realización de este encuentro en Penco, el diario La Nación mencionó que se había disputado en Concepción, probablemente refiriéndose a la Provincia a la cual pertenece la ciudad donde ejercía como local Coquimbo CRAV.
Tras la desaparición de Coquimbo CRAV, pasaron décadas hasta el recinto se colmara con asistencias memorables. Ocurrió con el fenómeno generado por Lozapenco a fines de los años 1980. Con contrataciones como los exmundialistas Rodolfo Dubó y Mario Soto, gestionadas por Luis Santibáñez en el rol de gerente, Lozapenco se consagró campeón del torneo de la Tercera División y ascendió al profesionalismo. En esas campañas, el estadio de Lozapenco congregaba asistencias cercanas a los 12 000 espectadores. Este boom comenzaría su declive tras el fraude tributario cometido por Feliciano Palma, dueño de cerámicas Lozapenco, el cual, además de afectar el financiamiento del equipo de fútbol, causó un grave problema social en Penco, por la cesantía de 1.600 personas.